# Taiyang Dao
Taiyang Dao (chinesisch 太陽島 ‚Sonneninsel‘) ist eine kleine Insel vor der Ingrid-Christensen-Küste des ostantarktischen Prinzessin-Elisabeth-Lands. Sie liegt nördlich bis nordwestlich von Fisher Island. Ihre Nordwestseite ist steil ansteigend. Im Zentrum der Insel befindet sich ein ovaler See.
Chinesische Wissenschaftler benannten sie im Jahr 1993. Der weitere Benennungshintergrund ist nicht überliefert.